# Més estrany que l'amor
Més estrany que l'amor (títol original en anglès, No Stranger Than Love) és una pel·lícula de comèdia romàntica del 2015 dirigida per Nick Wernham i escrita per Steve Adams. La pel·lícula és protagonitzada per Alison Brie, Justin Chatwin i Colin Hanks. La pel·lícula es va estrenar el 17 de juny de 2016 en una selecció reduïda de cinemes, i també a la carta amb la distribuïdora Orion Pictures. S'ha doblat i subtitulat al català.
El rodatge principal va començar el 27 de maig de 2013 a Toronto, i va concloure el 5 de juliol de 2013.